# .nl
.nl — в Інтернеті, національний домен верхнього рівня (ccTLD) для Нідерландів.
На третій квартал 2020 року на ньому було зареєстровано 6.0 млн імен. Він є восьмим доменом верхнього рівня за кількістю зареєстрованих доменних імен і п'ятим серед національних.

## Домени 2-го та 3-го рівнів
У цьому національному домені нараховується близько 54,200,000 вебсторінок (станом на січень 2007 року).
Використовуються та приймають реєстрації доменів 3-го рівня такі доменні суфікси (відповідно, існують такі домени 2-го рівня):
| Суфікс   | Регламентовані користувачі                       |
| .com.nl  | Комерційні установи, корпорації                  |
| .gb.nl   | Державні та урядові установи                     |
| .in.nl   | Родини, приватні особи                           |
| .info.nl | Вебмайданчики інформаційного змісту              |
| .mobi.nl | Сервіси та вебмайданчики для мобільних пристроїв |
| .net.nl  | Провайдери, організації, пов'язані з мережами    |
| .or.nl   | Неприбуткові, неурядові організації              |
| .web.nl  | Вебмайданчики                                    |